# Sjećanje svijeta
Sjećanje svijeta (engleski: Memory of the World) UNESCO-ov je program i dio međunarodne inicijative godine za zaštitu dokumentarne baštine čovječanstva od društvene amnezije, nemara, propadanja posljedicom vremena ili klimatskih uvjeta te namjernog uništenja. Inicijativa poziva na očuvanje vrijedne arhivske građe, knjižničnih kolekcija te privatnih i individualnih kompendija diljem svijeta kako bi se iste očuvale za buduće naraštaje, rekonstruirale u slučaju nestale dokumentarne baštine i učinile pristupačnijima široj javnosti.
Program je pokrenut 1992. godine.

## Pregled
Registar Sjećanja svijeta kompendij je dokumenata, rukopisa, usmene predaje, audiovizualnih materijala te knjižničnih i arhivskih fondova univerzalne vrijednosti. Upis u registar dovodi do unaprijeđenog očuvanja dokumentarne baštine putem mreže stručnjaka uključenih u program te njihove razmjene informacija i resursa koji se mogu upotrijebiti za očuvanje, digitalizaciju i širenje materijala. U programu se također služi tehnologijom kako bi se građa upisana u registar učinila pristupačnijom što većem broju ljudi.
Bilo koja organizacija ili osoba može dokumentarni predmet nominirati za upis u registar preko svojih država članica UNESCO-a, kojima se nominaciju prosljeđuje iz Nacionalnog povjerenstva za UNESCO (poput Hrvatskog povjerenstva za UNESCO), a u slučaju da takvo ne postoji, nominaciju prenosi državno tijelo zaduženo za odnose s UNESCO-om, što može uključivati komisiju za Sjećanje svijeta ukoliko takva postoji u državi.
Svakog nominacijskog ciklusa razmatraju se do dva prijedloga po svakoj državi članici UNESCO-a, dok je broj združenih nominacija dvaju ili više država članica neograničen. Tijekom sastanaka, Međunarodno savjetodavno vijeće (engleski: International Advisory Council ili IAC) pregledava dokumentaciju o opisu, porijeklu, značaju i trenutnom stanju očuvanja nominiranog predmeta. Prijedloge predmeta za upis Savjetodavno vijeće predlaže Izvršnom odboru UNESCO-a.